# Fiskskär (Kökar, Åland)
Fiskskär är en ö i Åland (Finland). Den ligger i Skärgårdshavet och i kommunen Kökar i landskapet Åland, i den sydvästra delen av landet. Ön ligger omkring 56 kilometer öster om Mariehamn och omkring 220 kilometer väster om Helsingfors.
Öns area är 2,8 hektar och dess största längd är 340 meter i nord-sydlig riktning.